# Astragalus evanensis
Astragalus evanensis es una especie de planta del género Astragalus, de la familia de las leguminosas, orden Fabales.

## Distribución
Astragalus evanensis es una especie nativa de Irán.

## Taxonomía
Fue descrita científicamente por A. R. Maassoumi & D. Podl. Fue publicado en Botanische Jahrbücher für Systematik 109: 262 (1987).